# Stade Vélodrome
Franciaországban, Marseille-ben található a Stade Vélodrome stadion, nézőterének befogadóképessége 67 000 fő. A létesítmény az Olympique de Marseille labdarúgó egyesületnek az otthona. Ez a legnagyobb klub futballpálya Franciaországban. A stadiont a francia rögbi-válogatott rendszeresen használja. A stadion a labdarúgó-világbajnokságok történetében emlékezetes: már az 1938-as tornán is rendeztek itt több mérkőzést (például az Olaszország–Brazília elődöntőt), és az 1998-as torna mérkőzéseinek is otthont adott. Ebben a stadionban a rögbi-válogatott a 2000-es évek elején sorozatos győzelmeket aratott. 2007-ben a rögbi-világbajnokság egyik helyszíne volt. 2016-ban a labdarúgó Európa-bajnokságon adott otthon mérkőzéseknek.

## Források

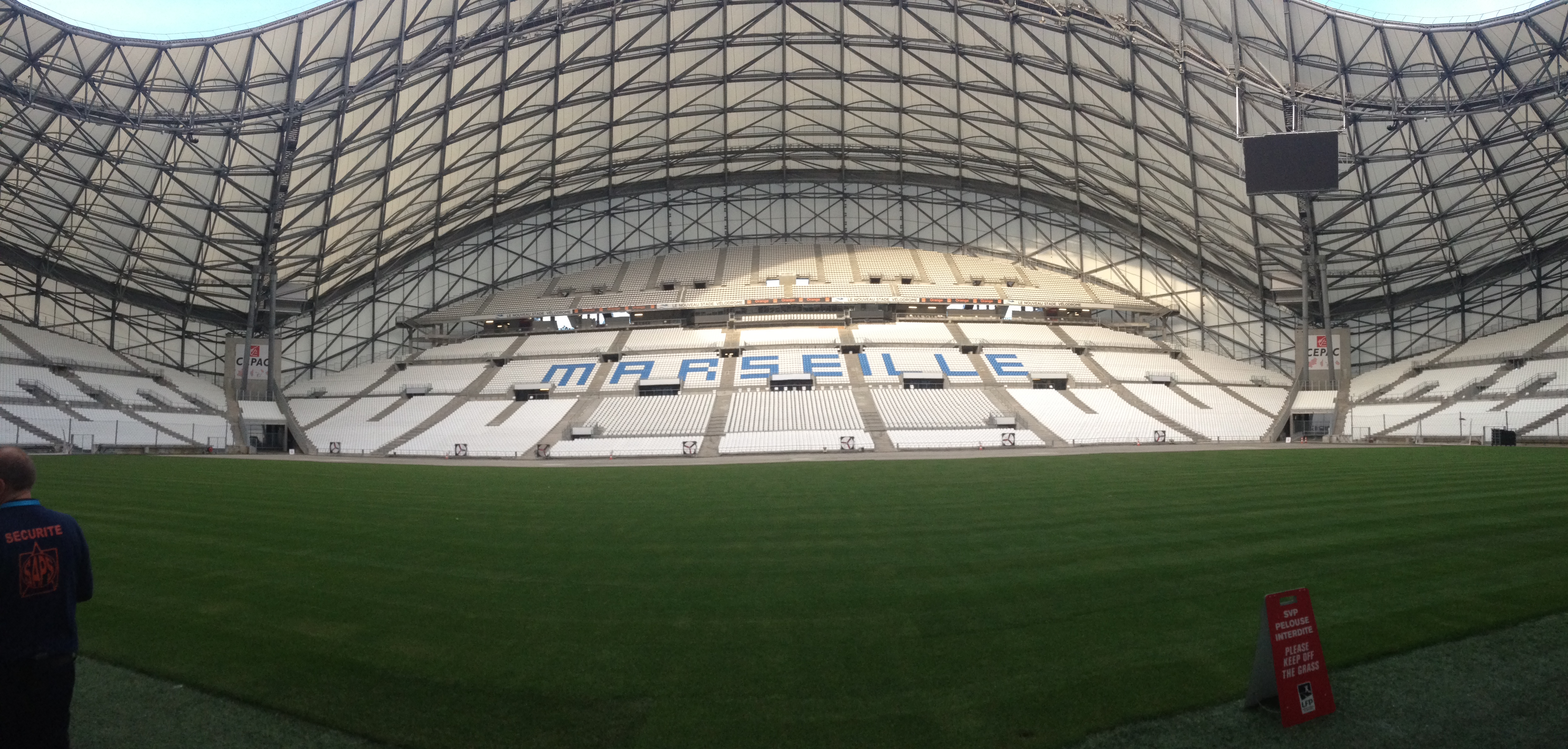
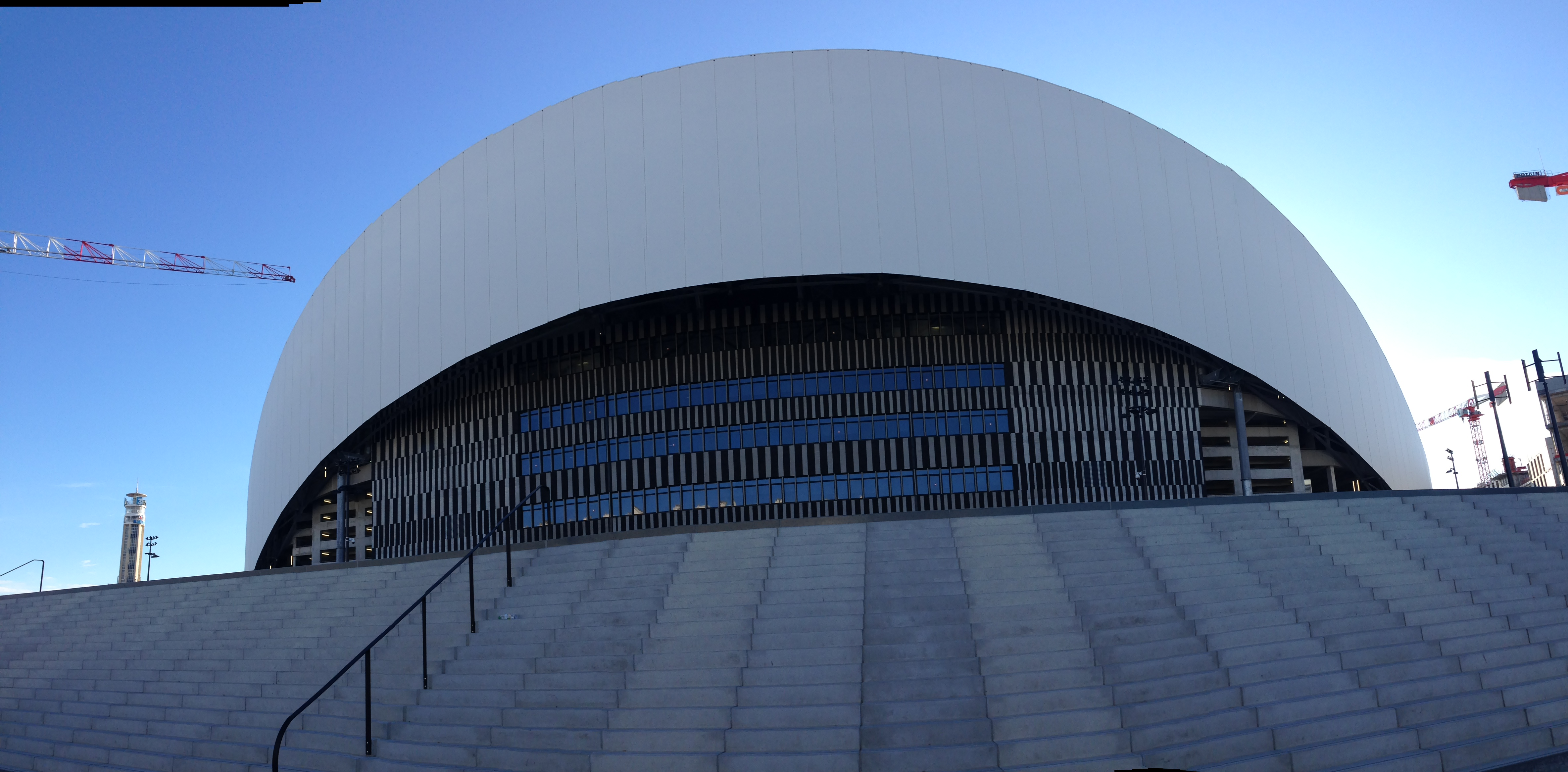
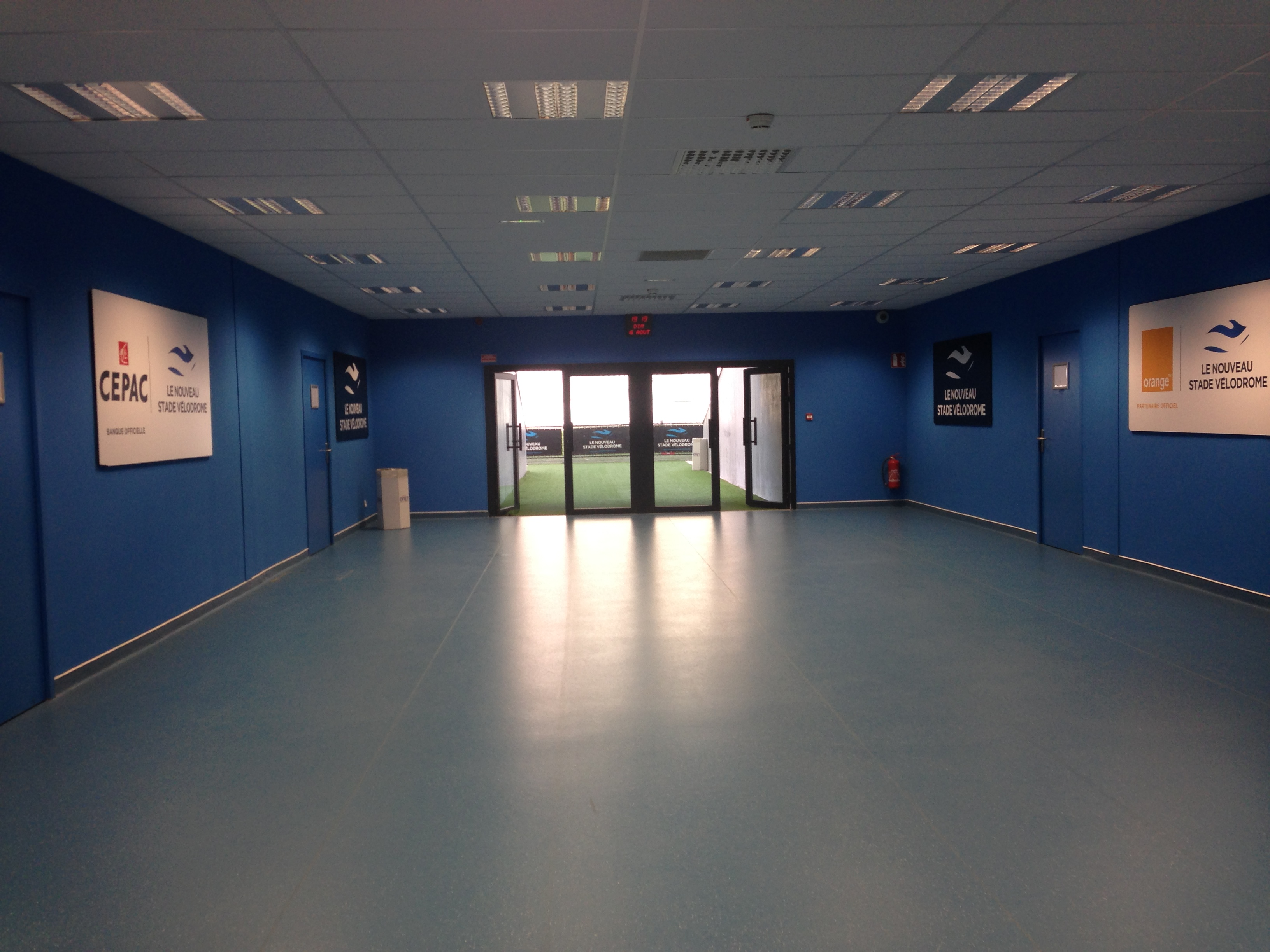